# Dermaptera
Ne doit pas être confondu avec Dermoptera.
Ordre
Les Dermaptères (Dermaptera) sont un ordre d'insectes qui comprend notamment les forficules ou perce-oreilles. On en connaît environ 200 genres et 1 900 espèces à travers le monde, dont un peu plus d'une trentaine en Europe.
Ce sont des insectes allongés munis de pinces abdominales (les cerques). Les pinces des mâles sont plus courbes que celles des femelles. Celles-ci sont d'ailleurs des armes défensives mais guère efficaces. Les perce-oreilles passent la plupart de leur temps dans les crevasses, le creux des fleurs.
Les forficules sont parmi les rares insectes dont la mère porte attention à sa progéniture. Elle ne se contente pas seulement de pondre les œufs, mais elle reste à proximité de ceux-ci jusqu'à leur éclosion.
Les dermaptères (de derma : peau et ptera : aile) ont des ailes très fines ressemblant aux lambeaux d'épiderme qui pèlent après un coup de soleil. Elles sont repliées de façon très complexe sous de minuscules élytres.
Une étude datant de 2017 a incidemment montré que les forficules jouent aussi un rôle de pollinisateur nocturne. 

## Classification phylogénétique
- Hexapodes
  - Insectes
    - Archéognathes
    - Dicondyles
      - Zygentomes
      - Ptérygotes
        - Odonates
        - Cnn (clade non nommé)
          - Éphéméroptères
          - Néoptères
            - Cnn
              - Cnn
                - Dictyoptères
                  - Blattoptères
                    - Isoptères

                  - Mantoptères

                - Plécoptèroïdes
                - Cnn
                  - Orthoptères
                  - Dermaptères
                  - Grylloblattoptères
                  - Embioptères
                  - Phasmides

              - Cnn
                - Zoraptères
                - Cnn
                  - Cnn
                    - Psocoptères
                    - Phthiraptères

                  - Cnn
                    - Hémiptères
                    - Thysanoptères

            - Cnn
              - Cnn
                - Cnn
                  - Strepsiptères
                  - Coléoptères

                - Cnn
                  - Névroptères
                  - Cnn
                    - Rhaphidioptères
                    - Mégaloptères

              - Cnn
                - Hyménoptères
                - Cnn
                  - Cnn
                    - Mécoptères
                    - Cnn
                      - Siphonaptères
                      - Diptères

                  - Amphiesmenoptera
                    - Trichoptères
                    - Lépidoptères

## Classification
- Sous-ordre Archidermaptera (éteint)
  -     -       - Protodiplatyidae
- Sous-ordre Arixenina
  -     -       - Arixeniidae
- Sous-ordre Hemimerina
  -     -       - Hemimeridae
- Sous-ordre Catadermaptera
  - Infra-ordre Paradermaptera
    -       - Apachyidae

  - Infra-ordre Protodermaptera
    - Pygidicranoidea
      - Pygidicranidae inc Diplatyidae

    - Carciniphoroidea
      - Carciniphoridae inc Anisolabididae
      - Labiduridae
- Sous-ordre Eudermaptera
  -     -       - Forficulidae
      - Chelisochidae
      - Labiidae inc Spongiphoridae